# Truist Park
O Truist Park é um estádio localizado em Cumberland, no estado da Geórgia, nos Estados Unidos, possui capacidade total para 41.084 pessoas, é a casa do Atlanta Braves, time da Major League Baseball. O estádio foi inaugurado em 1997 em substituição ao Turner Field que foi a casa dos Braves até o final do contrato de vinte anos.